# Museum of the Home
Le Museum of the Home (avant 2019 Geffrye Museum of the Home ) est un musée situé dans les hospices de Geffrye sur Kingsland Road à Shoreditch, à Londres. Ouvert en 1914, il explore la vie domestique et familiale de 1600 à nos jours avec une série de présentoirs d'époque . En janvier 2018, le musée a fermé ses portes pour un projet de développement de 18 millions de livres sterling et a rouvert en juin 2021 . 

## Description
Le musée est situé dans des aûmoneries (classées Grade I) ayant appartenu aux Ironmongers' Company  qui ont été construites en 1714 grâce à un legs de Sir Robert Geffrye, ancien lord-maire de Londres et le maître de cette compagnie. 
Jusqu'à la fermeture récente, les principales expositions permanentes étaient une série de décors meublés et décorés pour montrer les principaux espaces de vie et les éléments de la vie domestique à travers les siècles, reflétant les changements de société, de comportement, de style et de goût . 
Plusieurs structures liées au musée sont inscrites sur la liste du patrimoine national d'Angleterre. Le bâtiment principal du musée est classé Grade I et la niche dans le coin nord-ouest du parvis du usée est classée Grade II *. Le mur du parvis, les portes et les garde-corps du musée sont classés Grade II *, et les deux cabines téléphoniques rouges sur Kingsland Road à l'extérieur du musée sont répertoriées Grade II.

## Galerie

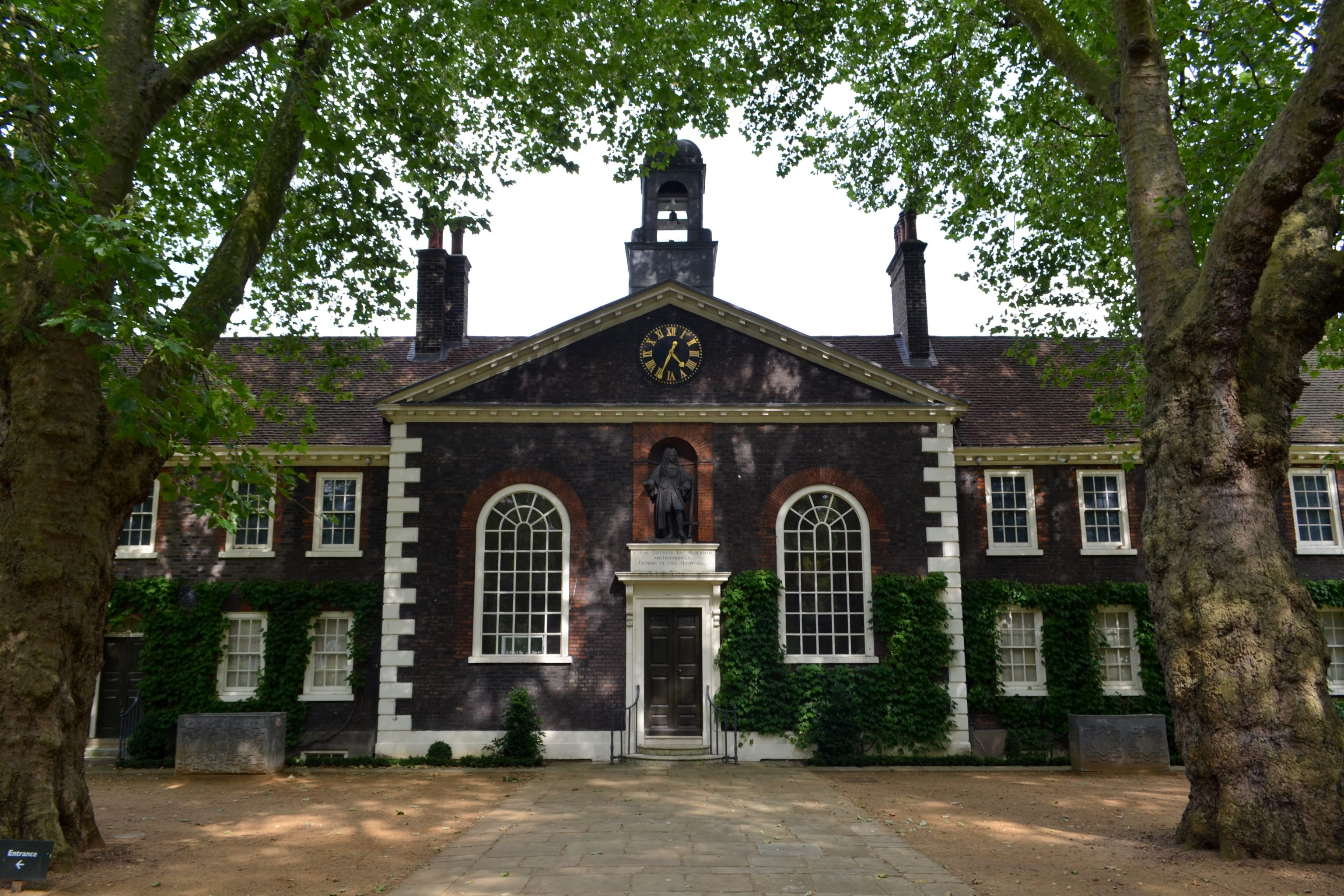
Façade avant
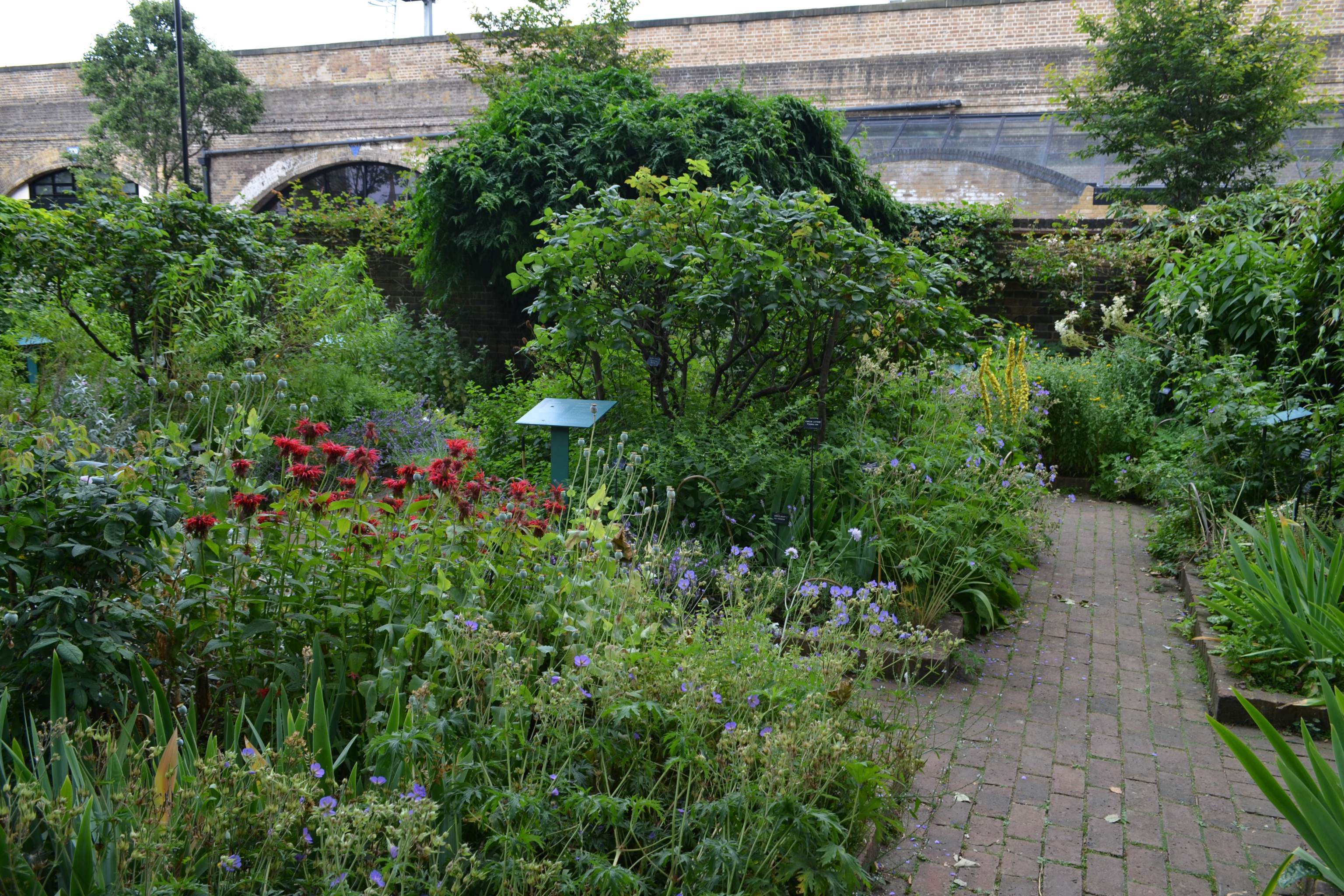
Jardin aux herbes
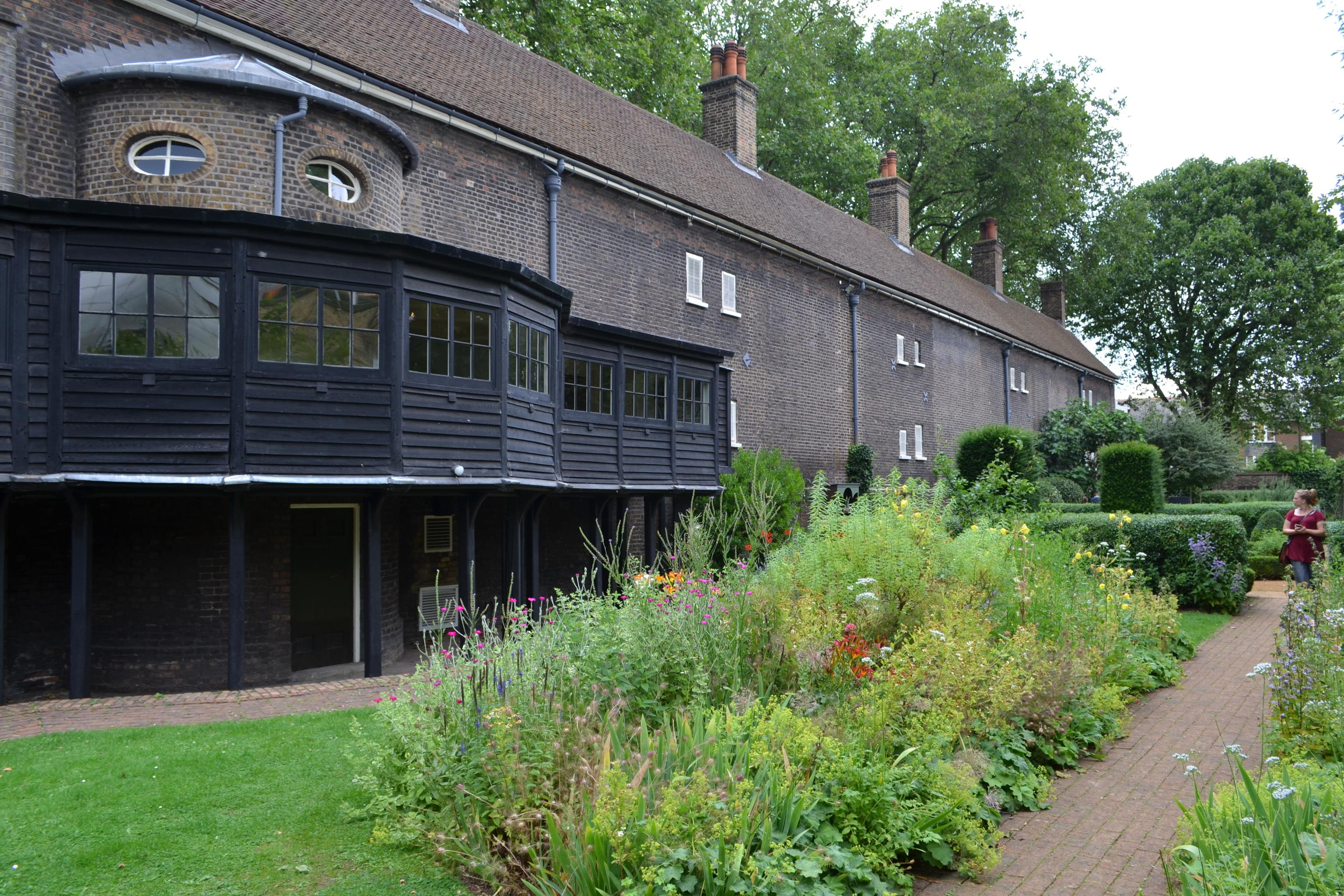
Façade arrière et jardin
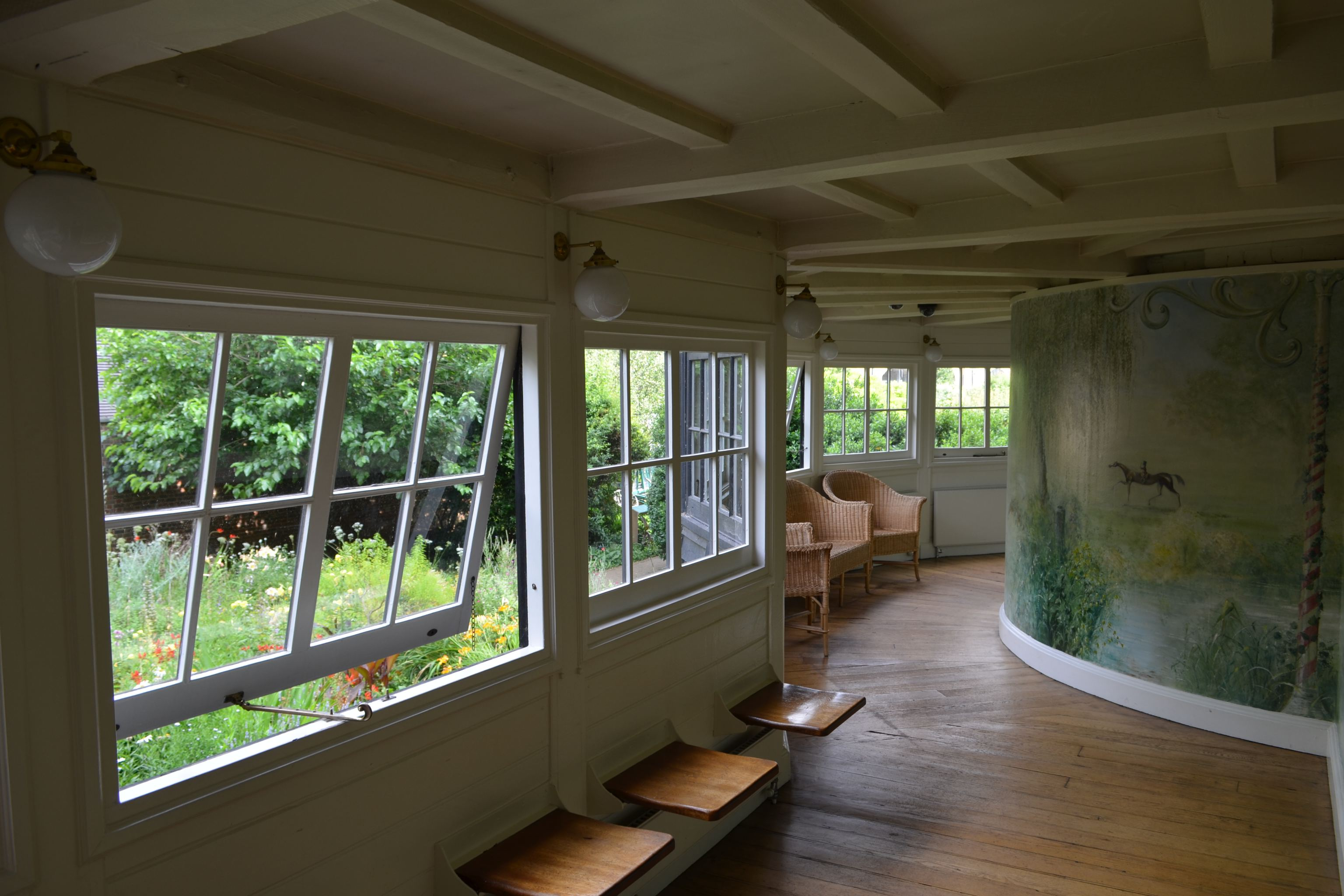
Salle de lecture et jardin
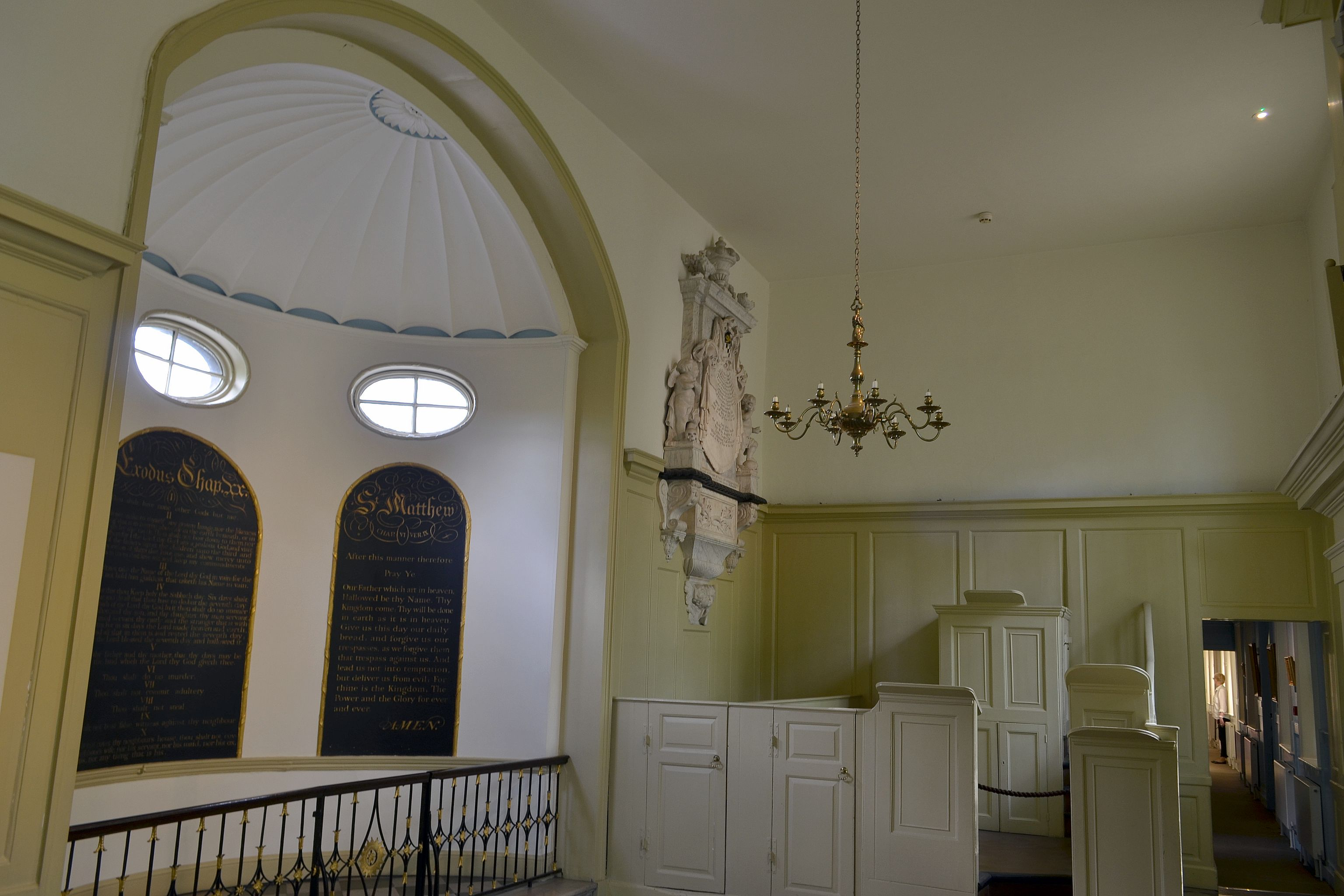
Chapelle
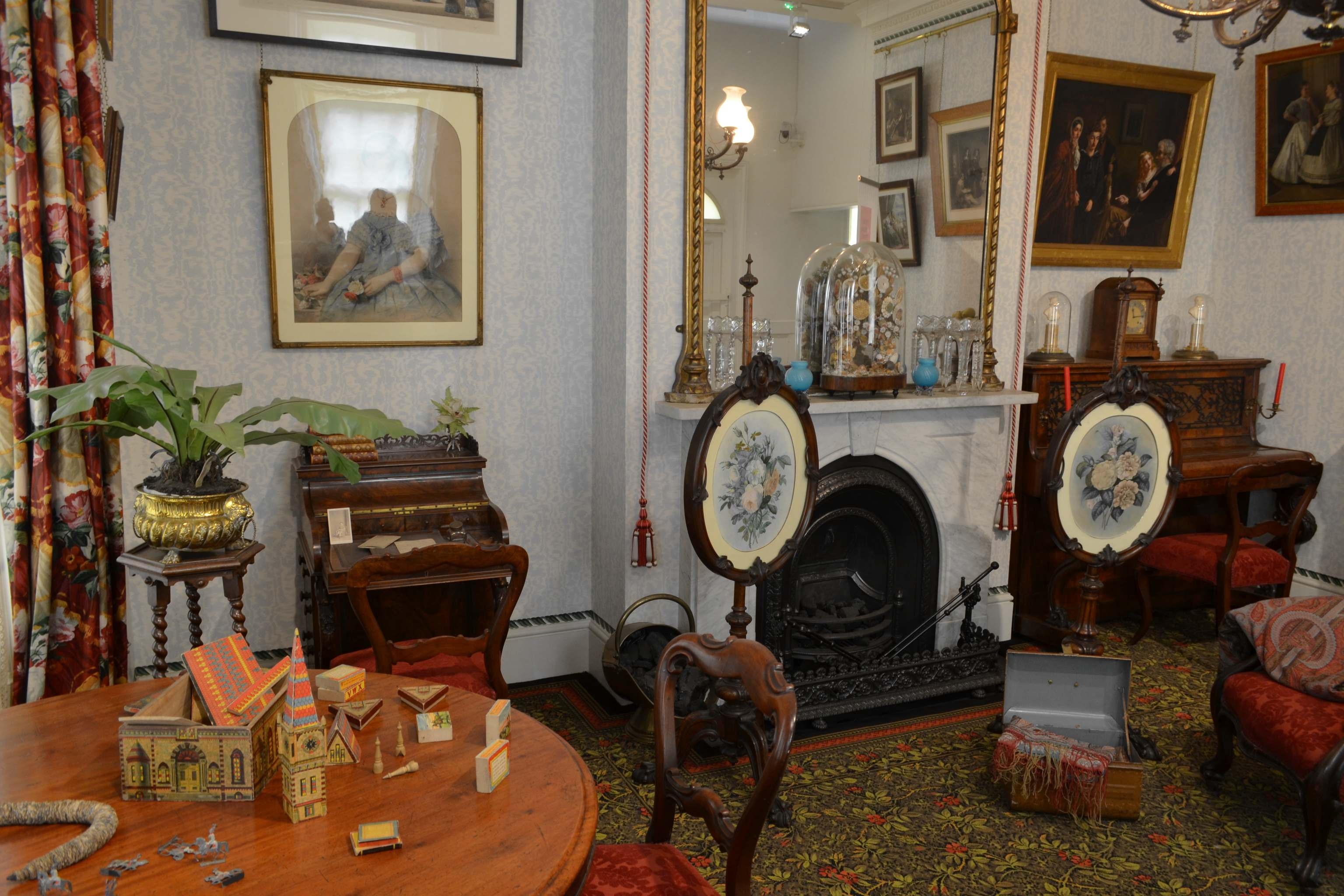
Salon de 1870
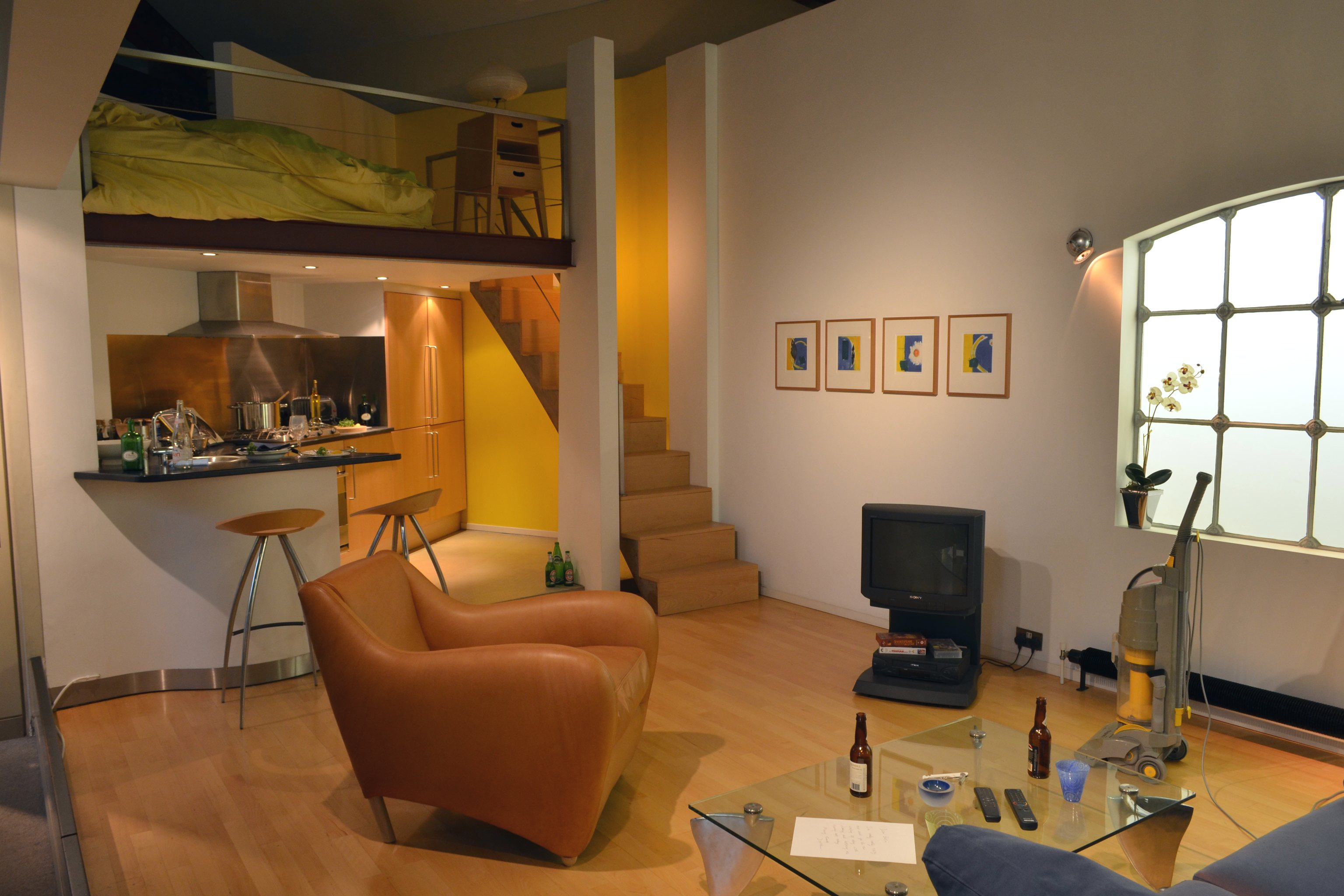
Appartement loft de 1998
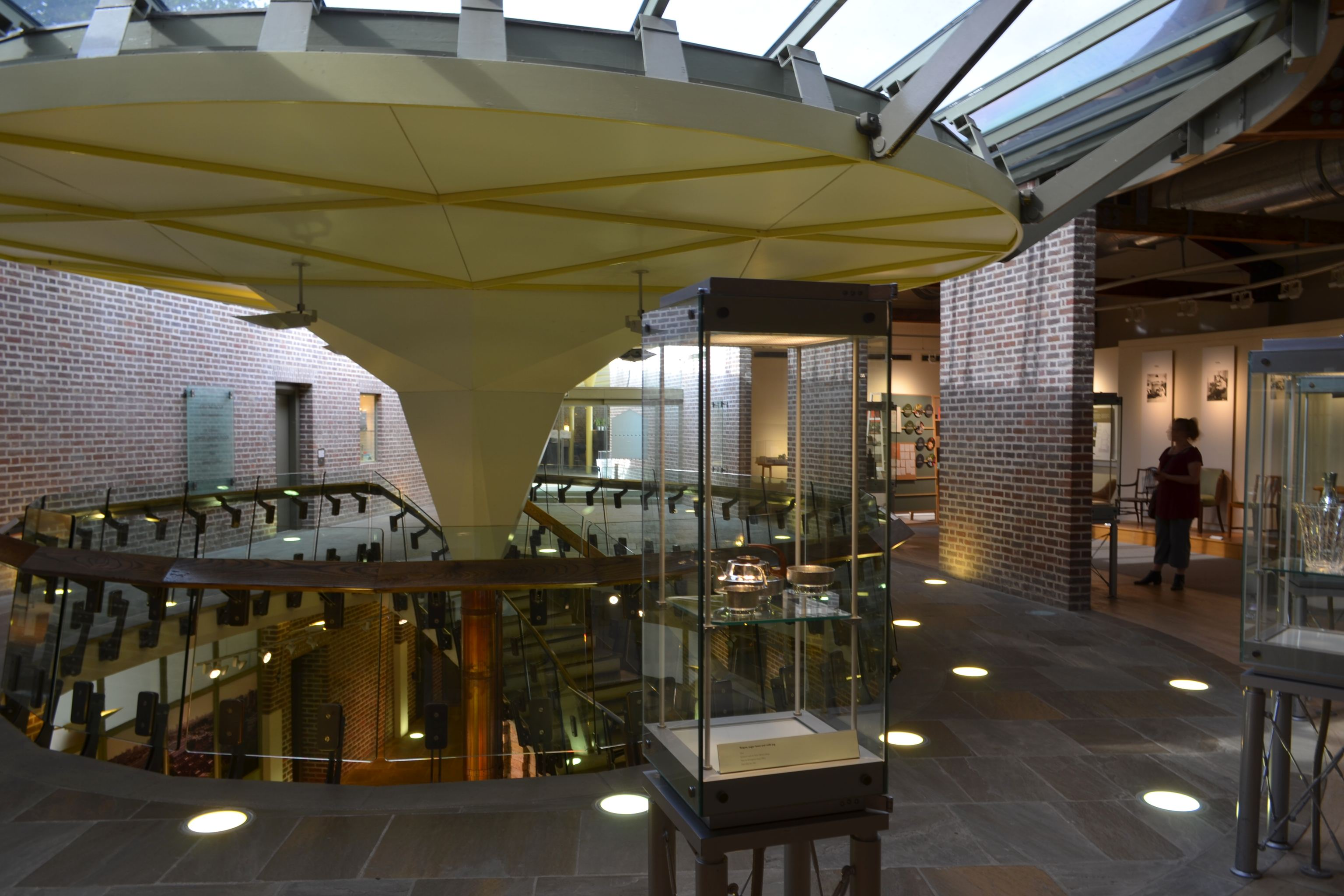
Galeries du XXe siècle
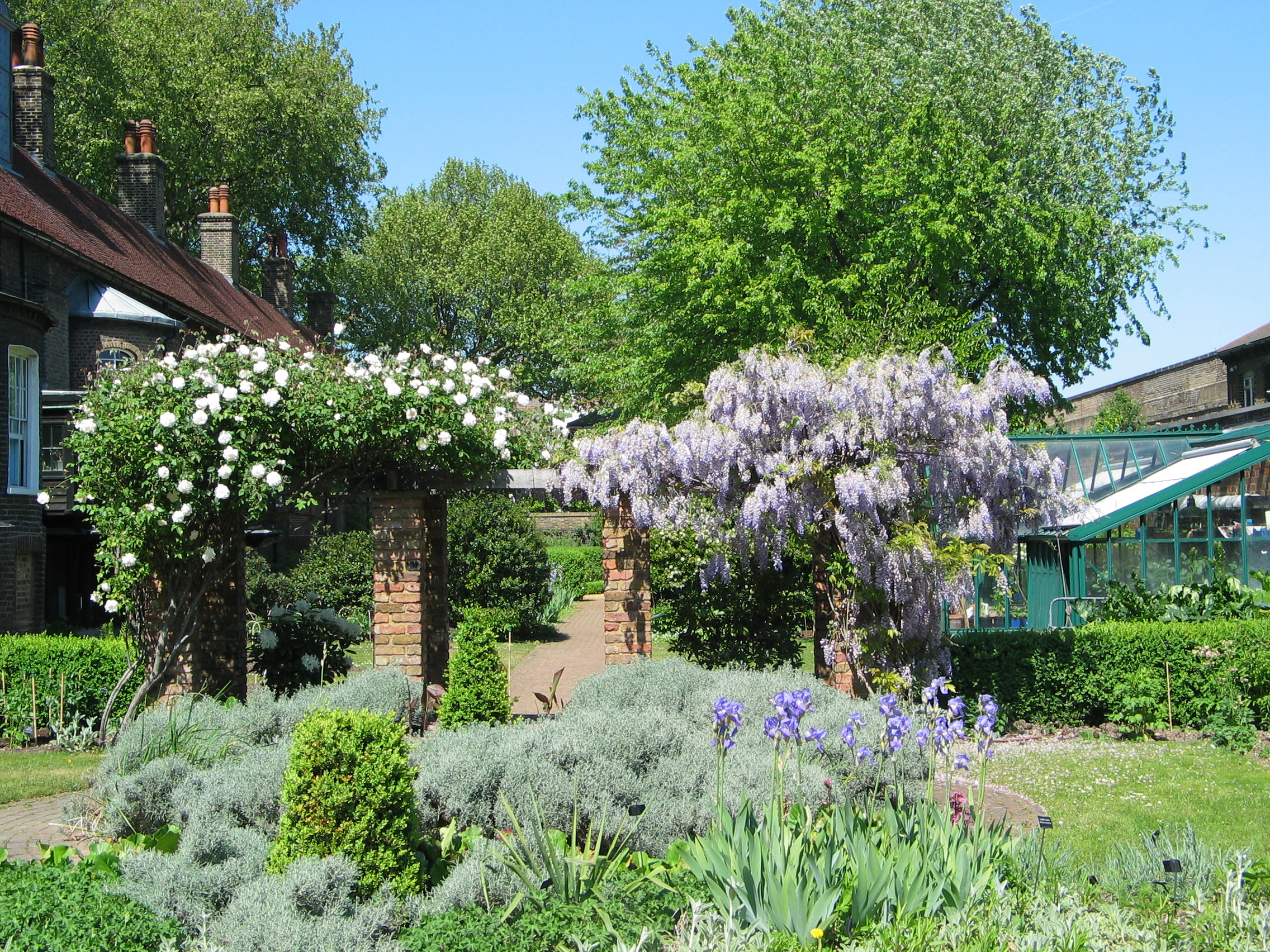
Jardins d'époque